# ヘイアウ

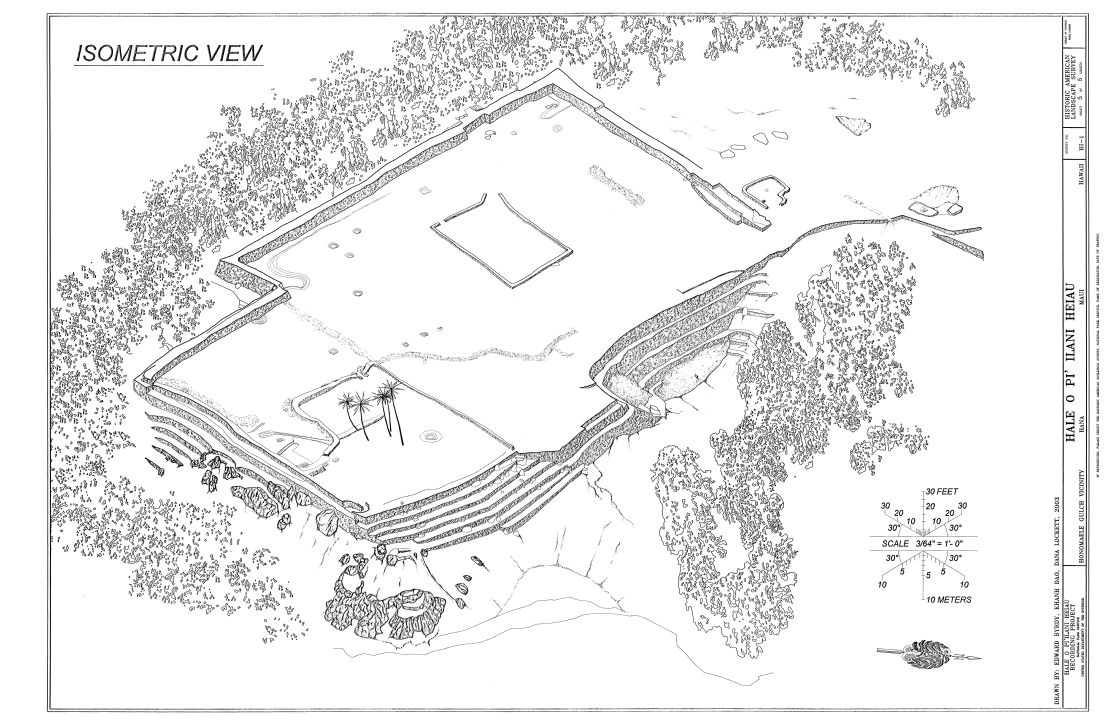
ヘイアウ

ヘイアウ（ハワイ語: heiau）とは、古代のハワイ人が建設した聖域のことである。

## 歴史
キリスト教を受容する以前の古代ハワイ社会の宗教はカーネ神、カナロア神、ヒナ女神、ペレ女神、クー神らが信仰される多神教の世界であったが、そうした信仰に付随する宗教行事に用いられたのがヘイアウ（聖所）である。石材を敷き詰めた舞台のような構造をしていて、様々な宗教的な行事が執り行われて、ヘイアウによっては生け贄が捧げられてこれは「ルアキニ・ヘイアウ」と呼ばれた。
1819年、統一ハワイ王国のカメハメハ2世によって様々なタブー（ハワイ語ではkapu）が廃止されるとヘイアウは使用されなくなり、忘れられていった。
しかし1970年代以降の「ハワイアン・ルネッサンス」においてキリスト教受容以前の古代ハワイの精神世界への興味が高まり、フラや航海カヌーに関わる人々によって再びヘイアウは尊重されるようになった。

## ハワイ以外
ポリネシアの他の地域では、こうした聖域を「マラエ」（Marae）と呼ぶ。